# 文鮮明
文 鮮明（朝: 문선명、ぶん せんめい、ムン・ソンミョン、1920年2月25日（陰暦1月6日）- 2012年9月3日）は、韓国の宗教家、政治活動家、実業家。世界平和統一家庭連合（旧・世界基督教統一神霊協会。通称は統一教会、統一協会。以下便宜的に、統一教会と表記）、国際勝共連合を含む統一運動の創立者。妻は韓鶴子。本貫は南平文氏。

## 来歴・人物
文鮮明は、統一教会の信者にとっては、地上に再来したメシア、第三のアダム、再臨の主であると考えられている。また、文と妻の韓鶴子は真の父母様と信者から呼ばれている。しかし一方では、宗教的詐欺師であり、陰謀によって会員や元会員、その家族たちの人生を台無しにしてきた悪徳商人であると捉えている人々もいる。一部のマスメディアは、「有名な韓国人伝道師」「問題の宗教的指導者」「何万もの求道者を洗脳したカルトの人形使い」と評した。宗教学者のダグラス・E・コーワン、宗教社会学者のデイヴィッド・G・ブロムリー は、「どのように描写されているかは別として、20世紀後半の最も目立った新宗教の指導者の1人である」と評した。
1920年1月6日、日本統治下の平安北道定州郡（現在の北朝鮮・平安北道定州市）で出生した。出生名は「文龍明」。
曽祖父の代まで裕福な儒教家門だったが、15歳の時に兄弟が精神病を患い、それをきっかけに家族全員がプロテスタントの一派長老派キリスト教徒となる。16歳の時に、祈祷中にイエス・キリストと霊通し、再臨主の使命を継承するよう召命を受け、最初は拒んだが、最終的に受け入れたという。さらに聖書を学び、祈りを唱えるうちに、さらなる啓示を受けたとされている。文は正式に神学を学んではいないが、書堂で中国の古典を学び、仏教やその他の宗教に親しんだ。
1934年4月、雲龍学院から定州私立五山普通学校に編入。この学校は三・一独立運動で独立宣言書に署名した33名の抗日運動指導者の1人であった李昇薫が設立した学校であり、日本統治下でありながら日本語を教えていなかった。教会の長老であった文慶天（いとこの文昇龍の父親）の勧めで、病気を治すため、文一家は教会に通うようになり、全員がキリスト教に改宗。次姉（文孝淳）と長兄（文龍壽）の精神病が按手祈疇を通して治癒したことから、「猫頭山」（標高310メートル）のふもとにある「徳興長老教会」に入教した。
1935年4月、定州公立普通学校に転入。私立京城商工実務学校電気科（現・中央大学）に入学。同年4月17日、定州の「猫頭山」においてイエス・キリストと出会った。文によれば、キリストはヘブライ語なまりの韓国語で「メシアとして果たせなかった使命を果たしてほしい」と頼んだという。文はその責任の重さゆえに何度も断ったが、最終的に受け入れたとされる。
1938年、定州公立普通学校卒業。卒業式では警察署長や郡守たちを前に「日本人はふろしきをまとめて出て行け」と演説を行い、地元の警察に「要注意人物」とされた。
18歳の時に京城（現・ソウル特別市）の京城商工実務学校電気科に通い、電気工学を学んだ。在学中から（創氏改名に先行して）「江本」姓を名乗る。学生時代、鍾路三街へ遊郭通いをする。
イエス教会の所属教会である明水台教会に通った。イエス教会とは、李龍道がイエスの親臨を主張する柳明花を通して得た啓示に従って、1933年6月に設立したもので、李は同年10月に死去した。よって両者に面識はない。文は同教会の講師を務め、イエス教会のリーダー許孝彬とも面会し、文の初婚時には許孝彬が主礼を引き受けるなど親しい関係となった。文はここで、「神の摂理」と「究極の真理」を会得したと語っており、李龍道を思想的なルーツであるとしている。

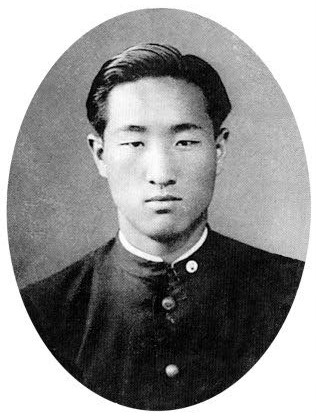
早稲田高等工学校在学中の文鮮明

1941年3月31日、日本留学のため京城を離れる、その動機として文は「大韓民国の日本統治下において、誰よりも愛国者としての道を知らなければなりませんでした」としている。京釜線の急行「ひかり」で釜山に向かう。1941年4月1日、関釜連絡船に乗船、「怨讐の国」の地を踏む。日本到着後、「江本龍明」の日本名で早稲田高等工学校電気科に入学、淀橋区戸塚町（現在の新宿区西早稲田）に下宿する。学業の傍ら、造船所での石炭運びや運送業での労働を経験。私娼街にも通った。
滞在中、韓国人留学生の秘密結社を組織して、中国の重慶に移った大韓民国臨時政府の金九と連絡を取りながら抗日地下運動を展開する。警察の監視対象になり、月に1回は呼び出されることになり、収監されることもあった。
1943年10月、文は早稲田高等工学校を卒業、帰国する。1944年初頭に鹿島組の京城支店に電気技師として就職するが、10月には日本滞在中の抗日運動が発覚し、京畿道警察部に逮捕される。過酷な拷問を受け、地下運動の詳細と関係者についての証言を迫られたが、決して口を割ることはなかったとされる。1945年2月に釈放されたが拷問による体調不良が続き、文龍基の世話を受ける。日本の様々な団体の宗教を遍歴しながら、柳明花の信奉者のひとり白南柱の弟子である金百文が建てたイスラエル修道会で補助引導師になる。
文鮮明の著作『原理原本』（1952年発行）は、この金百文の著作『基督教根本原理』（1946年3月2日起草、1958年3月2日発行）の執筆中に文鮮明が盗作したという証言がある。
1945年に強い宗教体験があり、これがのちの統一教会の源になったといわれている。
自らの思想「原理」を系統立ててまとめ、同年8月に「原理」による聖書解釈の説教で布教活動をスタートしたが、その教えはキリスト教主流派に受け入れられるものではなく、迫害を受けた。1945年10月、定州郭山支署収監事件が発生。金銭トラブルのため1週間ほど収監される。1946年5月27日、「天命」を受け、妻子を置いてソウルを離れ、ソ連軍占領下の平壌に向かう。現地で宗教団体を巡り、布教を開始。8月11日、宗教と称して詐欺を行ったとして大同保安所に逮捕される。共産主義者による激しい拷問を生き延び11月21日に釈放。キム・ジョンファという女性信者の家で集会を行い、集会では祈祷を行い、神の悲しい心情を思い昼夜問わず泣いたため、当時は「泣く教会」と呼ばれていた。礼拝は白い服で行われ、霊的な雰囲気の中で賛美歌が繰り返し歌われ、信者の多くが夢で神の声を聴いたり、啓示を受けたりしたという。
1948年2月に「社会秩序紊乱罪」で逮捕され、興南強制労働収容所で5年間の労働を言い渡された。肥料工場で過酷な強制労働に従事することになった。1950年6月に朝鮮戦争が勃発し、国連軍が9月に興南に達して囚人たちを解放。文は釜山に向かって弟子たちと再会し、ソウルへ、さらに釜山まで避難した。
1951年1月27日、釜山に到着する。乞食行為を行うなどの貧しい避難生活を送る。この頃から『原理原本』の執筆を開始する。8月頃から凡一洞に土壁の掘建て小屋を建てて再出発の準備をする。この場所は後に教団の聖地となる。1955年まで港湾労働者として働いた。1952年5月10日、教義書『原理原本』が完成する。「原理」の説教を始め、1953年1月から韓国各地を巡回する布教活動を開始する。

### 世界基督教統一神霊協会を設立
1954年5月1日、「世界基督教統一神霊協会」（通称：統一教会、統一協会）を設立した。世界基督教統一神霊協会は原理運動とも呼ばれる。同年、統一教会が礼拝と称して不道徳な性行為を行っているとのうわさが広まり、官憲が文鮮明と4人の信者を逮捕した。罪状には姦通罪も含まれていたが、ほどなく徴兵忌避以外のすべての罪状が取り除かれ、徴兵忌避も無罪となり3か月後に釈放された。
1955年、梨花女子大学の教員5名・学生14名が入信を理由に退職・退学させられ、文は不法監禁等を理由に検挙された。「血分け」と称して淫行が行われているのではないかという疑いも持たれたが、文の容疑は兵役法違反及び不法監禁であり、無罪となっている。1957年に全国に伝道師を派遣、1961年には朴正煕大統領の軍事独裁政権の下で、反共主義思想を展開し政府から庇護された。1958年に日本に布教、数年間でフランス、ドイツ、スペイン、イタリアにセンターを設立した。
1958年頃、文鮮明は「大学街に日本と交渉する準備」をした上で、日本への海外宣教を計画する。文曰く「北では金日成主席を中心として、ソ連と中共が後援する立場にあることは間違いないので、この難局を解決し、大韓民国が生き残る1つの突破口を開くためには、日本を突破していかなければならない」と考え、宣教師の崔奉春を密航船で日本に密入国させた。
1959年10月2日、日本において世界基督教統一神霊協会を設立した。日本の統一教会は1964年7月15日に宗教法人の認証を受け、翌16日に設立された。

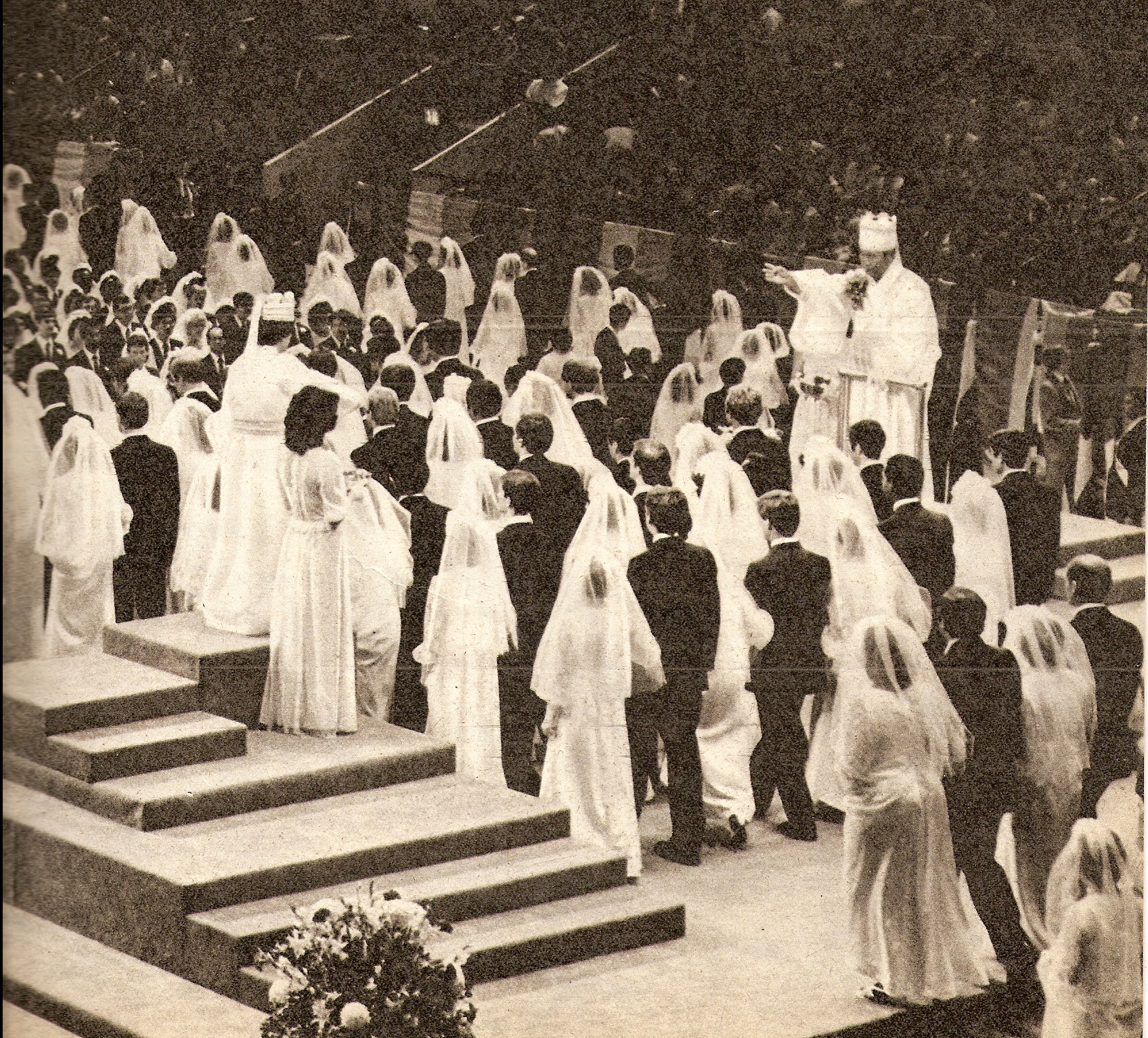
1982年の合同結婚式

1960年3月16日、当時17歳の韓鶴子と結婚し、この時期以降「合同結婚式」を開始した。
1965年、世界40か国を回って布教を行った。1月28日には日本に到着した。21年ぶりの来日だった。南平台の日本本部教会を訪問、その後全国の教会支部を回り、各地の信者からの歓迎を受ける。文鮮明は2月10日に三笠宮崇仁親王、笹川良一と会談。翌日にも笹川と会食。
2月12日には日本を離れ、航空機でアメリカに向かう。3月には崔奉春も渡米した。アメリカでは当初ほとんど関心を持たれず、12年ほど停滞していた。1966年に教典『原理講論』が完成。
1968年1月13日、下部組織として、「国際勝共連合」を韓国で設立。同年4月、日本でも同団体を設立した。

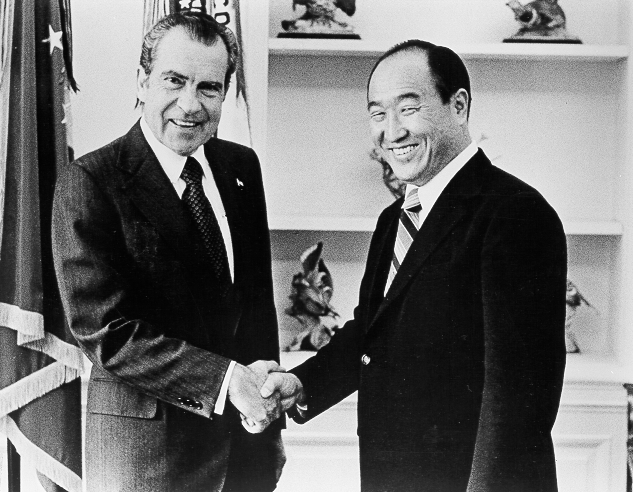
ホワイトハウスにて面会したニクソン大統領と文鮮明（1974年）

1971年に啓示を受けたとして、1972年にアメリカのニューヨーク市に拠点を移し、アメリカのほとんどの州に小規模のセンターを設立。統一教会の総本部もアメリカに移した。アメリカ移住まで宗教活動に投入する資金源になる大企業の設立に熱心に活動し、日本を経済基盤に世界中に宣教を行った。多様な商業活動が、教団の規模を大きく上回る影響力を支える経済的基盤となっている。激しい反共主義によって、欧米で多くの友好関係を構築し、国連で2度演説し、ニクソン米大統領にホワイトハウスに招かれた。
1973年11月23日、渋谷区松濤の統一教会本部で元首相の岸信介と長時間にわたり会談。
1975年1月1日、勝共連合機関紙「思想新聞」を改称発展させる形で、事実上統一教会と勝共連合の機関紙である世界日報を日本で発刊した。次いで1982年にアメリカ合衆国で、自らが主導して「ワシントン・タイムズ」（有名紙ワシントン・ポストとは別物）を発刊。その後も「ニューヨーク・シティ・トリビューン」、ウルグアイで「ウルティマス・ノティシアス」、中東で「ミドル・イースト・タイムズ」を発刊した。
1975年7月、日本の組織に対し、送金命令を出した。この命令により、月20億円で、1975年から約10年近くで2000億円、1999年から9年間に約4900億円が日本から韓国へ送られた。日本の統一教会は過酷な集金・違法な商売を行い、アメリカ・韓国等の統一教会の活動に多額の資金を提供することとなった。
1978年には世界言論人協会を発足させ、毎年世界各国の報道関係者を招いて「世界言論人会議」を開いた。1980年代から日本で霊感商法などが大きな社会問題となった。
1982年にアメリカで脱税罪で18か月の実刑判決を受け服役したが、統一教会の普及の妨げにはならず、出所後も統一教会のトップであり続けた。
1988年2月18日、文は、前年10月の「中曽根裁定」で中曽根康弘が竹下登を次期総裁に指名したことについて触れ、「中曽根の野郎は今回、裏切った。韓国の政治的な風土に大きな損失をもたらした。あいつが竹下を推していなかったら、安倍が首相になったはずだった」と信者の前で語った。
1989年7月4日、文は、安倍晋太郎が当時会長を務めていた派閥「清和政策研究会」（安倍派）を中心に日本の国会議員との関係強化を図るよう、韓国で信者に向かって語った。加えて、「国会内で教会をつくる」「そこで原理を教育することで、すべてのことが可能になる」「国会議員の秘書を教団から輩出する」と述べた。
1989年、韓国でも「世界日報」を発刊した。
1990年4月11日、ソビエト連邦の最高指導者ゴルバチョフとクレムリンで会談。著名な政治家、宗教指導者とつながりを持ち、数多くの保守派の活動に資金援助をした。
1991年12月6日、当時の盧泰愚韓国大統領の北方外交に呼応して自動車事業で中華人民共和国の広東省に進出した際に朝鮮民主主義人民共和国（北朝鮮）との接触を仲介していた中国政府の手配により同年11月30日から韓国政府に無断で電撃訪朝して故郷の定州へ訪問と平壌で北朝鮮の最高指導者である金日成と会談した。文鮮明はこの訪朝について経由地の北京で「私の勝共思想は共産主義を殺す思想ではなく、彼らを生かす思想、すなわち人類救済の思想」とする声明文を発表した。会談では離散家族再会に取り組むこと、核査察を受けること、自由陣営国家からの投資を受け入れること、軍需産業を除外した経済事業に統一グループが参与すること、南北頂上会談を行うこと、金剛山開発の実地などについて合意した。
1992年4月11日、大阪国際交流センターで、抗日運動の英雄とされる柳寛順を称える「柳寛順烈士精神宣揚大会」が開催。1500人以上の日本人女性信者が太極旗を掲げながらチマチョゴリを着て参加した。広島、名古屋など日本各地で開催され延べ1万400人が参加。同大会を通して「柳寛順烈士が16歳の少女として見せてくれた祖国観と犠牲的な愛国心、不撓不屈の精神」を褒め称えた。
同年、世界日報社長の朴普煕に、伊藤博文暗殺犯の安重根を称える「安重根義士旅順殉国遺跡聖域化事業」を命令した。旅順における、本格的な資料発掘および聖域化を推進した。文は安重根を「韓民族の偉大な将軍」「アジアの平和を主張した愛国者」とした上で、「彼の愛国心をアジアの青少年の精神教育における象徴とする」と事業の意義を語った。
1998年3月29日、韓国で行った説教で、信者に対し、日本国内の預貯金は「皆さんのためのもの」と語った。
統一教会は、合同結婚式、文一家による信者の生活への厳しいコントロール、組織を揺さぶる個人的または金銭的なスキャンダルといった問題を抱えており、1970年代から80年代には、反カルト運動の関係者、マスメディア、信者の家族によって、文鮮明は信者を「洗脳」 し、自律した思考や行動ができなくなるほど強い思想統制や行動修正の体制を信者に押し付けており、信者は1950年代のホラー映画のように組織や指導者の奴隷になってしまっているとして非難された。
2000年、統一教会は経営危機となったアメリカのUPI通信社を買収した。

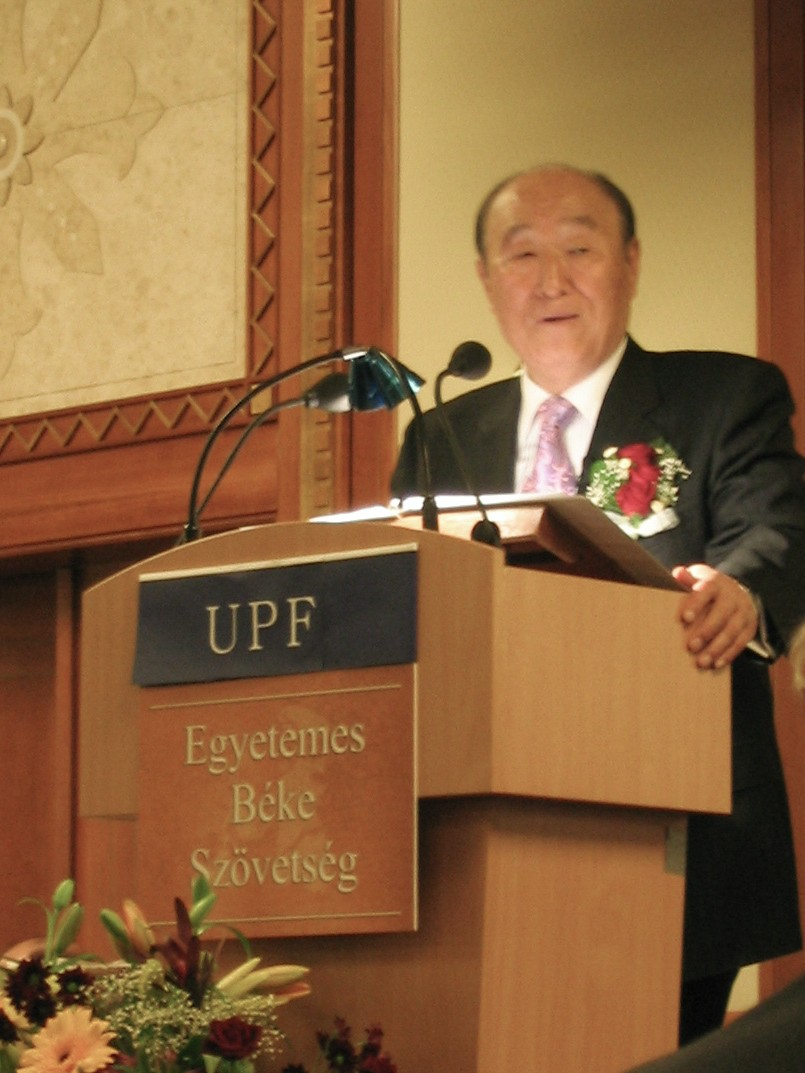
2005年10月28日、ハンガリーのブダペストにて

2005年、韓国で信者に向けて行った説教で、日韓トンネル構想のため「100億円以上の統一教会の財源を投入した」と述べた。国際ハイウェイ建設事業団（現・国際ハイウェイ財団）はこの100億円を原資として、唐津市で約16万5千平方メートル、対馬市で約28万平方メートル、壱岐市で約1万7千平方メートルの計約46万2千平方メートルの土地を購入した。
2006年9月26日に安倍晋三が内閣総理大臣に就任すると、それから1週間後の10月3日、文は「安倍が首相になったと聞いている」と語り、信者に対し、安倍の秘書室長と面会するよう指示した。
2012年9月3日午前1時54分、入院先の韓国・京畿道加平郡の清心（チョンシム）国際病院で肺炎などの症状によって92歳で死去。

## 来日
- 1965年
  - 1月28日 - 21年ぶりの来日。全国の教会支部を巡回。2月10日に三笠宮崇仁親王、笹川良一と会談。翌日にも笹川と会食。2月12日には羽田空港から米国へ[38]
  - 9月29日 - 渋谷区松濤の統一教会本部を訪問[42]。
- 1967年
  - 6月12日 - 韓鶴子とともに来日[42]。世界的な反共組織をつくることと原理修練会に参加することが目的だった[42][74]。
  - 7月15日 - 本栖湖畔の全国モーターボート競走会連合会（現・日本モーターボート競走会）の施設「水上スポーツセンター」で、文鮮明、劉孝元（『原理講論』の執筆者）、笹川良一、藤吉男、白井為雄（児玉誉士夫の代理）、久保木修己（日本統一教会会長）らは反共組織結成の構想を練った[75][76][74]。会合は第1回「アジア反共連盟結成準備会」と名付けられ、16日朝にも話し合いが行われた。勝共運動を日本に持ち込み、受け入れることでいったん合意したが、週刊誌がすぐに会合を記事にし、足並みが乱れて計画は挫折した[74][77][78][79][80]。
- 1969年
  - 4月18日 - 来日[42]。
  - 5月1日 - 統一教会本部で22組の男女の合同結婚を祝福した[42][31]。
- 1973年11月23日 - 統一教会本部で元首相の岸信介と長時間にわたり会談した[42]。
- 1974年5月7日 - 統一教会は文の講演会「希望の日晩餐会」を東京都の帝国ホテルで行った。晩餐会は岸信介が名誉実行委員長を務め、大蔵大臣の福田赳夫が祝辞を述べた[81]。
- 1975年2月 - 通過査証で入国し、武道館で布教公演を行った。通過目的で入国したにもかかわらず宗教活動をしたためこれは出入国管理及び難民認定法違反である[82]。
- 1978年9月22日 - 埼玉県神川村（現・神川町）で国際合同結婚式のため1,610組の指名婚約を行なった[82][83]。
- 1979年 - 入国が許可されなかった[82]。
- 1981年 - 当時東海大学大学院に在学していた先妻の息子文聖進に面会するという理由をつけ「法務省は日本に入ってからの行動を関知しない」という方法で通過査証発給が検討された。しかし文鮮明は日本で国際合同結婚式ができるよう宗教活動目的の入国を最後まで求めた[82]。当時の法務大臣奥野誠亮が事務次官や入国管理局長などに査証発給を促したが、実務側が過去の経歴を理由に合意せず、入国が許可されなかった[82]。
- 1982年 - 入国が許可されなかった[82]。
- 1984年 - アメリカ合衆国で懲役1年6ヶ月の実刑判決を受けたため出入国管理及び難民認定法第5条1項4号[82] の規定「日本国又は日本国以外の国の法令に違反して、一年以上の懲役若しくは禁錮又はこれらに相当する刑に処せられたことのある外国人は、本邦に上陸することができない。」に該当し上陸拒否者となった[82]。
- 1992年
  - 3月16日 - 日本統一教会神山威会長が自身を身元保証人とし「北東アジアの平和を考える国会議員の会」との意見交換という形式で文鮮明の日本入国を法務省に申請[82] 「日程に記されている以外に政治、宗教活動を行わない」旨の文書を提出[82]。
  - 3月26日 - 法務大臣の田原隆[82] が「国際情勢の変化[82]」「実刑判決から時間が経っている[82]」などを理由とし、出入国管理及び難民認定法第12条の上陸特別許可（第3号：大臣決裁）を与えた。この許可については法務省に対し金丸信（当時自民党副総裁）から政治的圧力があったといわれている[82][注 6][84]。
  - 3月29日 - 中曽根康弘元首相と会談。
  - 3月30日 - 「北東アジアの平和を考える国会議員の会」主催の歓迎晩餐会で閣僚関係者など国会議員31人を前に1時間程講演を行った。この講演の内容は「頭翼思想[注 7]」「神主義」など独特の宗教的内容と北朝鮮訪問の報告で、訪日の目的と説明されていた意見交換は行なわれなかった。
  - 3月31日 - 金丸信[85] と2時間半に渡り会談[82]、うち1時間は2人だけの密室会見だった[82]。
  - 4月1日午前 - 大韓航空機で韓国に向かった[82]。この他のスケジュールは東京、名古屋、大阪で信者に説教し、霊感商法で使われた壷や多宝塔を輸入する会社ハッピーワールドなど統一教会系企業の訪問と明らかに宗教活動が中心であった[82]。

## 家族

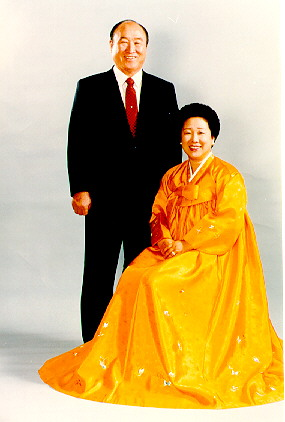
文鮮明と妻の韓鶴子

### 韓鶴子との子供
1960年結婚。4度目の結婚である。七男七女をもうけた。なお詳細情報のない子女は、統一教会に表立って関わっていないか、脱会している。
- 文譽進（문예진、長女、1960年生）

祝福二世と結婚したが、離婚。
- 文孝進（문효진、長男、1962年生）

19歳で文鮮明が選んだ洪蘭淑と結婚し、21歳で原理研究会初代会長に就任するなど後継者として期待されていたが、ロック音楽や銃器などの趣味に没頭し、アルコール依存症、薬物依存症に陥った。不品行や暴力により結婚生活は破綻、1997年に離婚した。1999年に崔妍娥（ヨナ）と再婚し、3男2女をもうけた。2008年3月17日、45歳で死去。
- 文惠進（문혜진、次女、1963年生）

生後間もなく死亡。
- 文仁進（문인진、三女、1965年生）

2008年8月に統一教会米国総会長に就任。2012年に自身の離婚・再婚に伴い、当該職を辞する。現在はI-Home Churchというオンラインコミュニティを主催している。
- 文興進（문흥진、次男、1966年生）

1983年12月、ニューヨーク州で改造自動車を無免許で暴走運転中にトラックと衝突。1984年1月2日に死亡した。17歳だった。文鮮明は、海外公演中だった朴普煕の娘のバレリーナの朴薫淑を米国に呼び戻し、1984年2月20日に興進と「霊魂結婚」させた。それとともに文鮮明は薫淑を養女にした。
- 文恩進（문은진、四女、1967年生）

祝福二世と結婚したが、離婚。離教して、一般人と再婚した。
- 文顕進（문현진、三男、1969年生）

1987年3月、教団幹部の郭錠煥の娘、郭全淑と結婚。2000年3月31日、「世界大学原理研究会」（W-CARP）会長に就任。
- 文國進（문국진、四男、1970年生）

アメリカで銃器製造会社「Kahr」を経営。離婚後、2004年に元ミスコリアと再婚。文鮮明の死後に失脚し、七男の文亨進を支援した。拳銃のコレクターである。
- 文權進（문권진、五男、1975年生）
- 文善進（문선진、五女、1977年生）

2015年から2019年まで世界平和統一家庭連合の世界会長を務めた。
- 文榮進（문영진、六男、1978年生）

離婚後、1999年にネバダ州リノのホテルで転落死。自殺とされる。
- 文亨進（문형진、七男、1979年生）

世界平和統一聖殿（サンクチュアリ教会）を設立する。
- 文妍進（문연진、六女、1981年生）

同性愛者の映画を製作した。2014年に韓鶴子の主礼によって一般人と恋愛結婚した。
- 文情進（문정진、七女、1982年生）

文妍進と同じ日に韓鶴子の主礼で一般人と恋愛結婚した。
洪蘭淑の証言では、文鮮明・韓鶴子夫妻は子どもが生まれるとすぐに統一教会の『兄弟姉妹』に預けてしまって乳母や子守りをさせ、自身は養育にはあまり関わらず、具体的には洪蘭淑が文鮮明の家にいた14年間の間に、文鮮明夫婦が子どもの鼻を拭いてやったりゲームをして遊んでやったりしているのを一度も見たことがないという。洪蘭淑自身も親が統一教会草創期の信者だったため放置されたが、文鮮明はこれについて「大衆を改宗するのが第一で、個人的な幸福を追求するのはわがまま」と説明している。

## 発言・言動

### 文鮮明先生말씀選集
発言録である『文鮮明先生말씀（マルスム）選集』が韓国の成和出版社から発行されている。これは文が1956年から2009年にかけて行った説教の内容が記録されたもので、全615巻にも及ぶ膨大な内容ゆえ信徒でも所持しているものは少ない。
一部は日本語訳され国内で出版されているも、全編韓国語で構成された말씀選集は日本に対する激しい憎悪や蔑視を含む過激な内容を含み国内で訳出されていない発言も多い。一時期ネット上に無断転載されたことで、文が日本留学中に昭和天皇暗殺や皇居の二重橋破壊を考えていたことや日本人女性への差別的な発言を繰り返していたこと、日本人を韓国語の蔑称である倭奴（왜놈）で呼んでいたこと、さらに「天照大神のルーツは韓国にある」「西郷隆盛は韓国人」などの韓国起源説や韓国による対馬の領有権を主張していたことが知られるようになった。
同書では文鮮明が自民党の安倍派を中心に、日本政界に対する政界工作を直々に命令していたことが鮮明に記録されている。

### 1976年『ニューズウィーク』誌のインタビュー
1976年に文鮮明（以下、Aと表記する）は、アメリカの『ニューズウィーク』誌のインタビューには応じた。以下は統一教会によって一部抜粋された物である。インタビュアーは『ニューズウィーク』誌の編集長リチャード・Z・チェスノフと編集者アンドリュー・ナゴルスキ（以下、Qと表記する）。
Q. 統一教会が他のキリスト教の宗派と違う点は何ですか？
A. 私の受けた新しい啓示が神の意思を明確にしました。その意思とは何か？ 世界を救うことです。ですから、統一教会はただの宗派ではありません。世界を救うための運動なのです。そして、 私たちの運動に関わる個々人は、神の言葉の教えにより、神様を中心とした個人、神様を中心とした家庭、神様を中心とした国、そして神を中心とした世界という概念を明確に知ることができます。
Q. 神の意思はどのように明かされたのですか？
A. 16歳の時に、韓国の郊外でイエス・キリストに出会うというとても霊的な深い体験をしました。それが啓示の始まりでした。それからというもの、真実を探求する時、私は常に、神様と、イエス様を含む霊界の聖人たちと対話しています。これは言葉ではうまく言い表せません。
Q. 神はなぜあなたに語ったのでしょうか？
A. 神様のタイムテーブルに従って、 神様は私を召命または抜擢されました。なぜ？ それは神様に聞かないと分かりません。私が知っていることはただ一つ、その使命が私に与えられたということです。神様の主な頭痛の種は3つです。1つ目は、道徳の崩壊が広がっていることです。2つ目は、キリスト教会は分裂し、衰退しており、霊的力を回復しなくてはいけないこと。そして3つ目は、神様の目から見て悪の勢力にあたる共産主義が台頭していることです。これは地上に神の国を創る上での最大の障害です。私は、これらの啓示を原理講論として完成し、体系化させてから、一つの運動を組織しました。それが統一教会です。
Q. あなたは「私は世界を抑圧し、支配するだろう。私が求めなくても、世界が法律に従うように私の言葉に従う時が来る」と語られました。あなたの政治的目標は何ですか？
A. 政治的目標などありません。その特定の文章だけが周囲の文脈を無視して引用されているのです。長い、即席の演説から文章を引用すると、誤解が生じる場合があります。朝鮮語の翻訳の問題もあります。
Q. つまり、世界を支配するつもりはないということですね？
A. もちろんです。政治的に支配するつもりはありません。世界を支配するのは神様であって、私は神様の位置に立つつもりはありません。しかし、神様の霊が私を通して語られるのであり、語っているのは神様です。だからこそ、多くの若者が私に従うのです。
Q. あなたの信者たちはとても質素に暮らしていますが、あなたはとても楽に暮らしています。どうして贅沢するのですか？
A. 私は人生の大半を質素に暮らしてきましたが、好むと好まざると、私は世界的に知られる人物になってきました。私に会いに来る有名人はたくさんいます。外交儀礼の問題です。すると、人々は私に、保護と威厳が必要だと言います。
Q. どうして統一教会とその信者たちは常にお金を稼いでいるのですか？ なぜ物質主義を強調するのですか？
A. 私は物質の価値を否定しません。しかし、それは神様のために使われるべきです。地上に神様の理想の概念を実体化する私たちの運動には莫大な資産が必要なのです。
Q. その資産の少なくとも一部分でも、飢餓撲滅などのために割り当てないのはなぜですか？
A. 福祉活動はいくつか展開しています。しかし、分かっていただきたいのは、貧者や孤児を助ける能力のある人や、助けている人はたくさんいるということです。私の特別な任務は、人々に神様を知らせることです。
Q. 信者たちを洗脳しているというのは本当ですか？
A. 連邦議会の議員たちと話した時も同じ質問をされましたが、私はこう答えました。「あなた達アメリカ人は韓国から来たレバレント・ムーンに洗脳されるほどの愚か者ですか？ それに、私は通訳を使っています」。統一教会にやってくる若者たちはバカでも凡庸でもありません。賢明で、理想家で、自信に溢れています。彼らは、神様の力と愛に気付くと、磁石のように惹きつけられます。統一教会のセンターのドアは24時間開いています。入るのも出るのも自由です。
Q. 家庭の重要性を強調されていますが、あなたのやり方は家庭内の不和を引き起こしているのではありませんか？
A. もし私の信者の中に親を糾弾する者がいるとしたら、彼は私の本当の信者ではありません。本当の信者なら、親から尊敬されるでしょう。多くの若者は無視され、愛に飢えています。彼らは本当に感動し、喜びに満ちて入教してきます。彼らは、生まれて初めて、信じて愛せる何か、そして、誰かに出会ったのです。こうして彼らは熱心な信者になり、統一家の一員になるのです。一部の親たちは嫉妬しますが、その他の親たちは自分の息子や娘が、韓国人である私に従っている事実以外に反対する理由を持ち合わせていません。
Q. あなたは明確に、再臨主が現れること、その再臨主は結婚した韓国人であること、そして、新しいイデオロギーが韓国に出現すると言われました。なぜ韓国なんですか？
A. 韓国は神様に選ばれた国です。韓国は分断されています。板門店の分断線は神側の世界とサタン側の世界の分断線のようなものです。対決は韓国で行われるしかないのです。韓国の勝利、特に共産主義との戦いにおける勝利は、韓国だけのものではありません。私は、その戦闘の現場を再びアメリカに移すためにやってきました。アメリカは世界に対する責任から後退してきました。これは、既にベトナムで起こったことです。世界、そして神様の運命を決めるのはアメリカです。神様は、チャンピオンを必要としています。アメリカは共産主義と戦う運命にあるのです。イデオロギーの対決は避けられません。
Q. あなたは韓国政府や韓国CIAの関係者ですか？
A. それはばかげた考えです。統一教会は宗教運動であって、政府の指示は受けません。実際には、韓国政府の人たちが私たちの運動を弱体化させたり、抑制しようとしたことは過去に何度もありました。しかし、今は、韓国の国家目標に対して私たちが貢献するところが非常に多いので、韓国政府も私たちの業績を無視できないでしょう。私たち自身のイニシアチブで、2千万人以上の人が私たちの勝共理論を聞きました。
Q. 韓国や世界の反共団体、例えば、日本の児玉誉士夫から、支援を受けたことはありますか？
A. 一銭も受け取っていません。児玉さんには会ったこともないし、彼とも、彼の団体とも、やり取りしたことはありません。共産主義者たちが、統一教会の印象を悪くするためにそのような噂を流しているのです。
Q. 世界中の教会の金銭的な所有財産の規模は？
A. 分かりません。正直な話、私は数字は把握していません。興味を引かれないので。私は霊的な指針を与えるだけです。
Q. あなたと統一教会のセキュリティーの堅さは歴然としています。異常とも取れるほどです。どうしてですか？
A. 私は命懸けの使命を遂行しています。私は共産主義者に命を狙われているし、危険な目には何度も合いました。私の運動が勢力を増すに従って、私の命を狙う組織的陰謀の可能性も増します。例えば、北朝鮮の金日成は、彼の革命戦略への第一の脅威は私であると公言しています。しかし、陰謀家たちは、私が何らかの理由で失敗したとしても、新たなレバレント・ムーンがたくさん現れるということを知らずにいます。神様の意思は続くのです。
Q. 他のキリスト教会から叙任されたことはありますか？
A. 歴史上の多くの預言者たちがそうであったように、私は神様に叙任されました。私は常に神様と対話しています。生ける神様が私とともにあるのです。これに勝る叙任はありません。